# (100515) 1997 AM24
(100515) 1997 AM24 es un asteroide perteneciente al cinturón de asteroides, descubierto el 15 de enero de 1997 por Andrea Boattini y el también astrónomo Andrea di Paola desde el Observatorio de Campo Imperatore, L'Aquila (Abruzzo), Italia.

## Designación y nombre
Designado provisionalmente como 1997 AM24.

## Características orbitales
1997 AM24 está situado a una distancia media del Sol de 3,096 ua, pudiendo alejarse hasta 3,181 ua y acercarse hasta 3,011 ua. Su excentricidad es 0,027 y la inclinación orbital 0,828 grados. Emplea 1990,35 días en completar una órbita alrededor del Sol.

## Características físicas
La magnitud absoluta de 1997 AM24 es 15,3.